# 브릭스 (음악 그룹)
브릭스(Brixx)는 덴마크의 5인조 음악 그룹이다. 유로비전 송 콘테스트 1982에서 덴마크 대표로 참가했다.